# Dagoberto Portillo
Dagoberto Portillo Gamero (ur. 16 listopada 1979 w San Salvador) – salwadorski piłkarz występujący na pozycji bramkarza.

## Kariera klubowa
Portillo, znany między innymi z częstego jak na swoją pozycję zdobywania goli, pochodzi ze stołecznego miasta San Salvador i jest wychowankiem tamtejszego klubu Alianza FC. Do seniorskiej drużyny został włączony jako dwudziestolatek i jej barwy reprezentował bez większych sukcesów przez dwa kolejne sezony. W połowie 2001 roku odszedł do zespołu CD Luis Ángel Firpo z siedzibą w Usulután, gdzie również występował przez dwa lata, odnosząc pierwsze osiągnięcie w swojej seniorskiej karierze – wicemistrzostwo Salwadoru w wiosennych rozgrywkach Clausura 2003. Bezpośrednio po tym sukcesie podpisał umowę z CD Chalatenango, w którego barwach spędził następne dwanaście miesięcy, po czym przeszedł do ekipy AD Isidro Metapán, z którą w jesiennym sezonie Apertura 2005 wywalczył kolejny tytuł wicemistrza kraju. W lipcu 2006 powrócił do swojego macierzystego Alianza FC, gdzie ugruntował swoją pozycję jednego z najlepszych golkiperów ligi salwadorskiej, co zaowocowało pierwszymi powołaniami do reprezentacji kraju.
Latem 2008 Portillo po raz kolejny został graczem Isidro Metapán, gdzie od razu wywalczył sobie niepodważalne miejsce między słupkami. W jesiennym sezonie Apertura 2008 zdobył z tą drużyną swoje premierowe mistrzostwo Salwadoru i sukces ten powtórzył również pół roku później, podczas wiosennych rozgrywek Clausura 2009, mając fundamentalny wkład w te osiągnięcia. Trzeci z rzędu i ogółem tytuł mistrzowski zanotował w sezonie Apertura 2009, już jako bramkarz klubu CD FAS z miasta Santa Ana, a jego świetne występy zaowocowały otrzymaniem nagrody dla najlepszego salwadorskiego piłkarza roku 2009 od dziennika El Diario de Hoy. W połowie 2010 roku odszedł do zespołu Once Municipal z siedzibą w Ahuachapán, w którego barwach spędził rok, lecz nie potrafił nawiązać do sukcesów odnoszonych w poprzednich drużynach. W lipcu 2011 po raz drugi podpisał umowę z CD Luis Ángel Firpo, gdzie od razu został podstawowym zawodnikiem ekipy i w wiosennym sezonie Clausura 2013 zdobył z nią swój czwarty tytuł mistrza Salwadoru.

## Kariera reprezentacyjna
Na przełomie wieków Portillo regularnie występował w młodzieżowych kadrach swojego kraju. W lutym 2007 został powołany przez meksykańskiego selekcjonera Carlosa de los Cobosa na Puchar Narodów UNCAF, gdzie nie rozegrał jednak ani jednego meczu, pozostając rezerwowym dla Juana José Gómeza i José Manuela Gonzáleza, a jego drużyna zajęła ostatecznie czwarte miejsce w turnieju. W seniorskiej reprezentacji Salwadoru zadebiutował dopiero 27 marca 2007 w przegranym 0:2 meczu towarzyskim z Hondurasem i jeszcze w tym samym roku znalazł się w składzie na Złoty Puchar CONCACAF. Tam wystąpił tylko w jednym spotkaniu, zaś jego drużyna narodowa odpadła z rozgrywek już w fazie grupowej. W 2011 roku wziął udział w Copa Centroamericana, gdzie rozegrał wszystkie pięć spotkań, zaś Salwadorczycy podobnie jak przed czterema laty zajęli czwartą lokatę w turnieju. Kilka miesięcy później Rubén Israel powołał go na kolejny Złoty Puchar CONCACAF – tam znów pełnił rolę rezerwowego, tym razem dla Miguela Montesa i nie wystąpił w żadnym meczu, a jego zespół odpadł w ćwierćfinale.
Podczas eliminacji do Mistrzostw Świata 2014, na które Salwadorczycy nie zdołali się jednak zakwalifikować, Portillo był pierwszym golkiperem swojej kadry. Taką samą rolę pełnił w reprezentacji w styczniu 2013 podczas turnieju Copa Centroamericana, podczas którego bronił we wszystkich trzech konfrontacjach, a jego zespół zajął trzecie miejsce w rozgrywkach. W tym samym roku znalazł się w ogłoszonym przez peruwiańskiego selekcjonera Agustína Castillo składzie na swój trzeci Złoty Puchar CONCACAF, podczas którego miał niepodważalne miejsce w wyjściowej jedenastce, rozgrywając wszystkie cztery mecze, a jego kadra odpadła ostatecznie w ćwierćfinale.

## Afera korupcyjna
Dagoberto Portillo został dożywotnio zawieszony przez Federację Salwadoru (FESFUT) wraz z 13 innymi reprezentantami tego kraju za udział w ustawianiu meczów. Zawodnicy mieli dopuścić się czynów korupcyjnych co najmniej przy czterech meczach międzynarodowych. Zakaz dotyczy pracy w środowisku piłkarskim w jakiejkolwiek roli.